# Мухаммад ібн Наср
Мухаммад ібн Наср (д/н — 1182) — 5-й каган Східно-Караханідського ханства в Узгені 1179—1182 роках.

## Життєпис
Походив з гасанідської гілки династії Караханідів. Син Насра, кагана в Узгені. Посів трон після смерті батька 1179 року.
1180 року проти нього виступив Юсуф Тамгач-хан, каган в Кашгарі. Цим скористався брат (за іншими відомостями — стрийко) Ахмад Кадир-хан, що повалив Мухаммада, захопивши владу.